# Machine 15
Machine 15 – siódmy album studyjny szwedzkiej punkrockowej grupy muzycznej Millencolin. Album został wydany 7 kwietnia 2008 w Europie. W Australii album został wydany 22 marca, a 6 maja w USA.

## Lista utworów
1. "Machine 15" – 2:29
2. "Done is Done" – 3:50
3. "Detox" – 3:37
4. "Vicious Circle" – 4:11
5. "Broken World" – 3:08
6. "Come On" – 3:29
7. "Centerpiece" – 0:11
8. "Who’s Laughing Now" – 3:07
9. "Brand New Game" – 3:28
10. "Ducks & Drakes" – 3:18
11. "Turnkey Paradise" – 3:15
12. "Route One" – 3:31
13. "Danger for Stranger" – 2:59
14. "Saved By Hell" – 3:38
15. "End Piece" – 1:32

## Produkcja
- Nikola Sarcevic – wokal, bass
- Mathias Färm – gitara, dodatkowy wokal
- Erik Ohlsson – gitara, dodatkowy wokal
- Fredrik Larzon – perkusja